# Maurens (Haute-Garonne)
Maurens (okzitanisch gleichlautend) ist eine französische Gemeinde mit 207 Einwohnern (Stand: 1. Januar 2022) im Département Haute-Garonne in der Region Okzitanien (vor 2016 Midi-Pyrénées). Die Gemeinde gehört zum Arrondissement Toulouse und ist Mitglied im Gemeindeverband Communauté de communes Aux sources du Canal du Midi. Die Bewohner werden Maurenois und Maurenoises genannt.

## Geografie

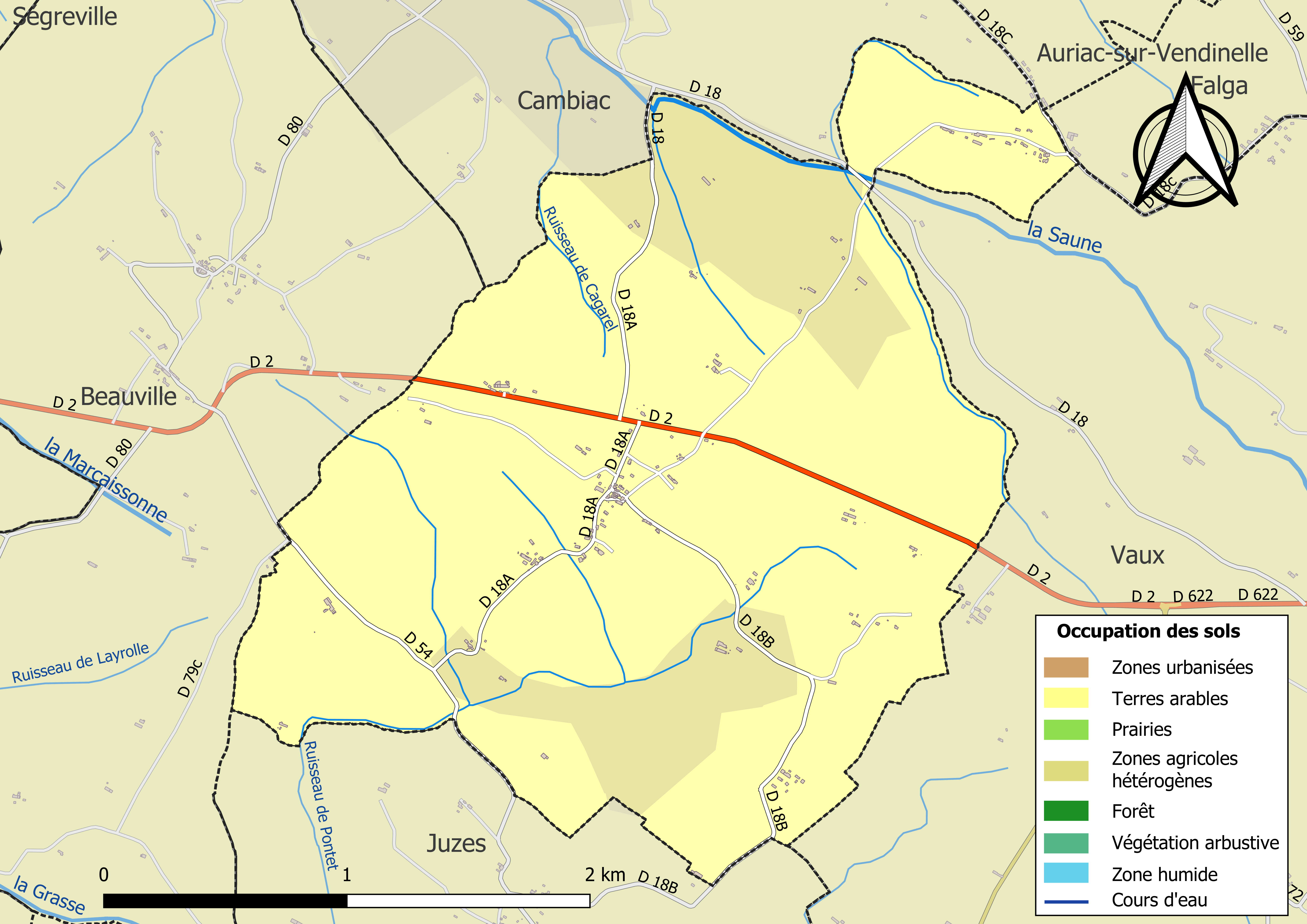
Bodennutzung, Hydrografie und Infrastruktur der Gemeinde (2018)

Maurens befindet sich in der historischen Landschaft des Lauragais am östlichen Rand des Départements, etwa 53 Kilometer nordwestlich von Carcassonne und etwa 32 Kilometer südöstlich von Toulouse. Die Gemeinde liegt im Einzugsgebiet der Garonne und wird von der Saune, von den zeitweise trockenfallenden Ruisseau de Cagarel und Ruisseau de Pontet sowie von verschiedenen kleineren Bächen entwässert. Die Saune begrenzt hierbei das Gemeindegebiet im Nordosten. Der Ruisseau de Cagarel und der Ruisseau de Pontet entspringen in Murens.
Nahezu die gesamte Fläche der Gemeinde wird landwirtschaftlich genutzt.
Umgeben wird Maurens von den Nachbargemeinden Cambiac im Norden, Auriac-sur-Vendinelle und Falga im Nordosten, Vaux im Osten, Juzes im Süden sowie Beauville im Westen.

## Bevölkerungsentwicklung
| Jahr                      | 1962 | 1968 | 1975 | 1982 | 1990 | 1999 | 2006 | 2013 | 2020 |
| Einwohner                 | 152  | 139  | 122  | 118  | 143  | 169  | 193  | 197  | 208  |
| Quelle: Cassini und INSEE |      |      |      |      |      |      |      |      |      |

## Sehenswürdigkeiten
- Die Kirche Notre-Dame besteht aus einem Langhaus, zu dem sich nach Norden und nach Süden zwei Kapellen öffnen. Sie endet mit einem fünfseitigen Chor. Die Vorhalle aus dem Jahr 1521 weist ein Gewölbe mit Liernen und Tierceronen auf. Während der Hugenottenkriege wurde das Gebäude zerstört. Die heutigen Gewölbe und der Glockenturm stammen aus dem Jahr 1845. Die Kirche ist seit 1979 als Monument historique eingeschrieben.
- Herrenhaus von Maurens

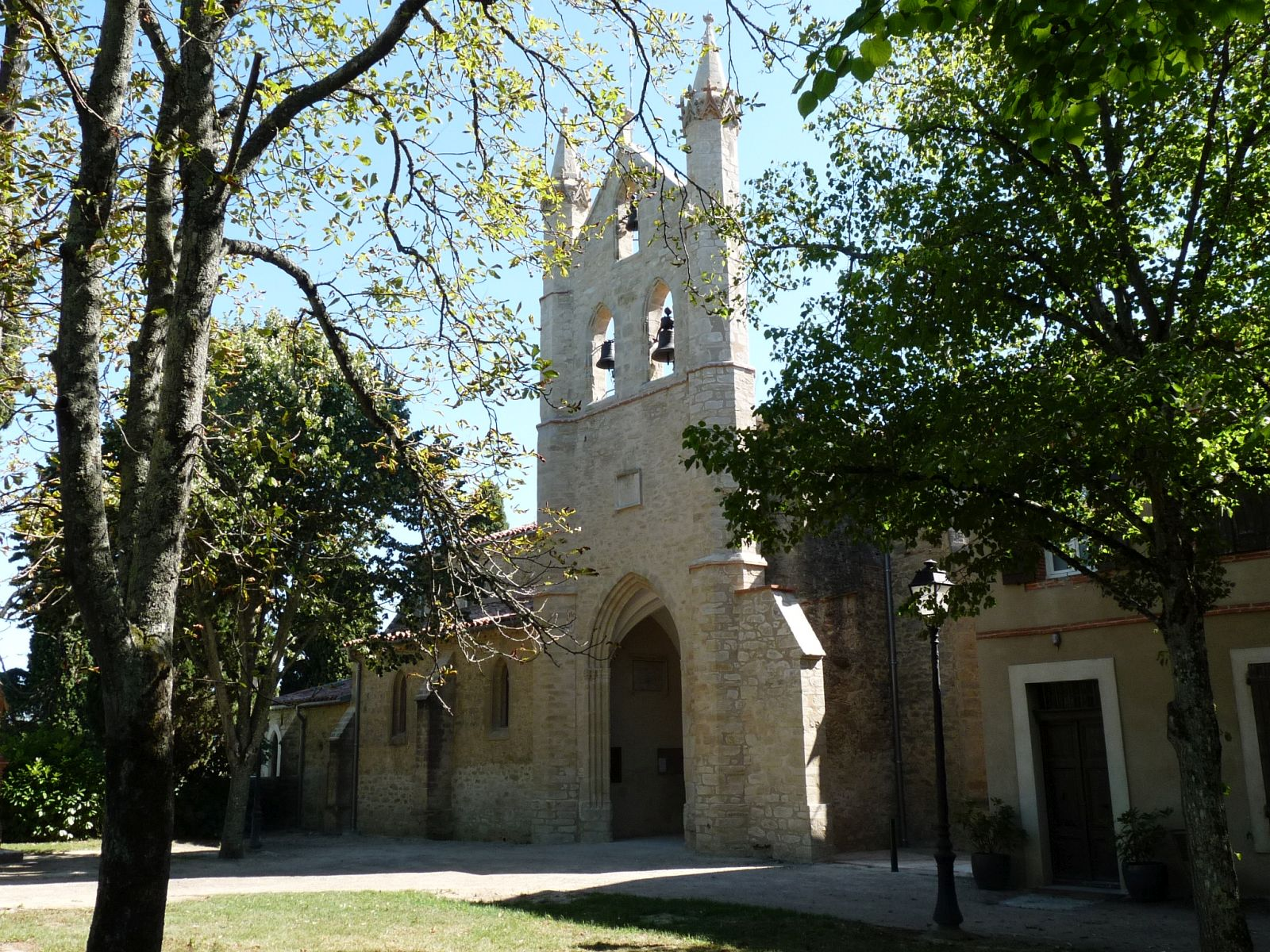
Kirche Notre-Dame
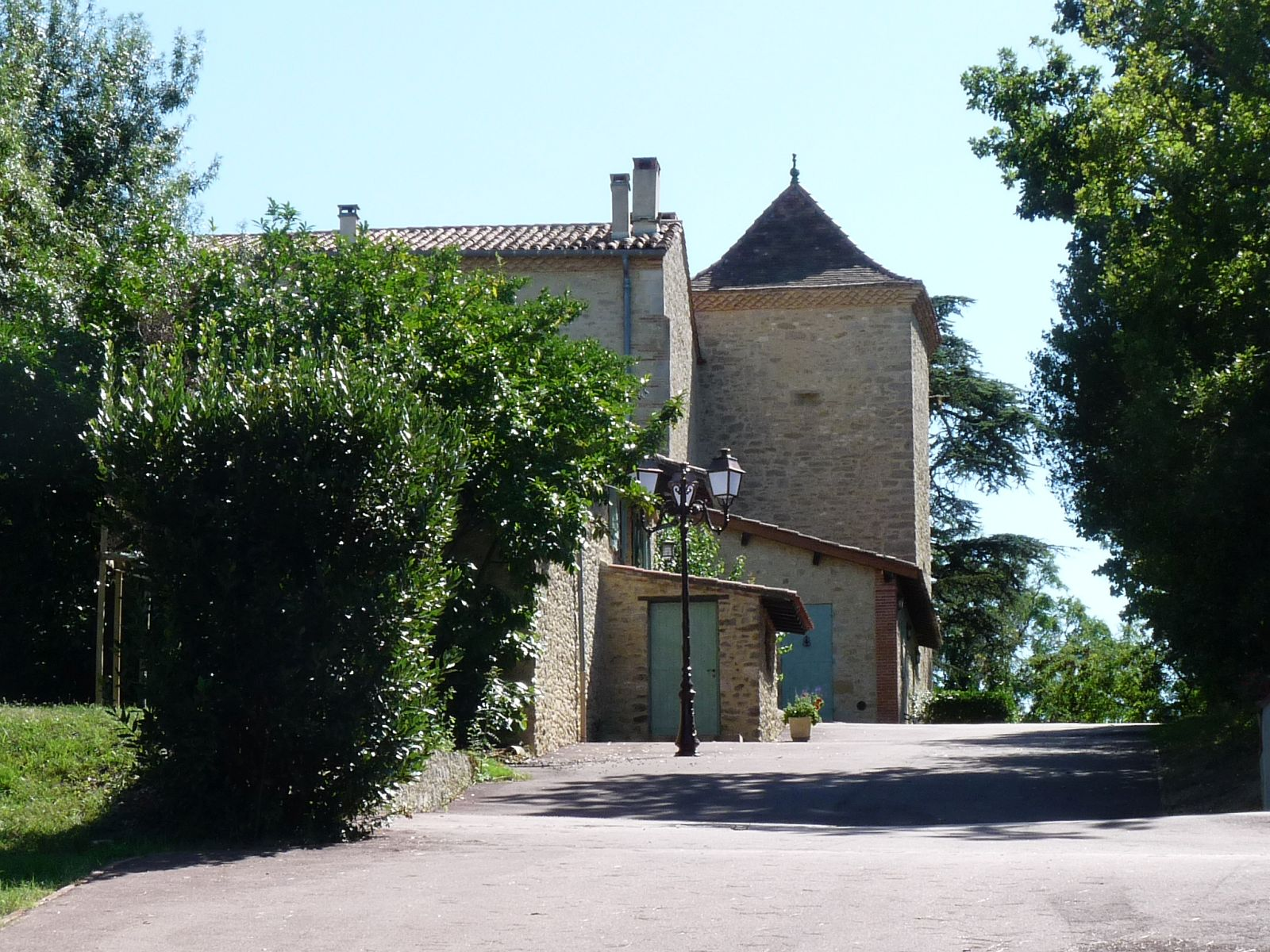
Herrenhaus von Maurens

## Verkehr
Die Departementsstraße 2 von Toulouse kommend durchquert die Gemeinde von West nach Ost und verbindet sie mit Beauville im Westen und mit Revel über Vaux im Osten. Eine Buslinie der regionalen Transportgesellschaft liO verbindet Maurens mit Toulouse und Revel.